# Eliminatórias da Copa do Mundo FIFA de 2026 – AFC (segunda fase)
Esta página apresenta os resultados das partidas da segunda fase das eliminatórias asiáticas (AFC) para a Copa do Mundo FIFA de 2026. Esta fase também serve como segunda fase para as eliminatórias para a Copa da Ásia de 2027.

## Formato
Um total de 36 seleções foram sorteadas em 9 grupos com 4 equipes. Isto inclui as 26 seleções classificadas diretamente para esta fase e os 10 vencedores da primeira fase. Os nove vencedores e vice-campeões dos grupos avançam para a terceira fase e se classificam automaticamente para a Copa da Ásia de 2027. Os terceiros e quarto colocados avançam para a terceira fase das eliminatórias da Copa da Ásia de 2027.

## Participantes
O sorteio da segunda fase foi realizado em 27 de julho de 2023 às 14:00 (UTC+8) na sede da AFC em Kuala Lumpur, Malásia.
A divisão nos potes foi baseada no Ranking da FIFA de julho de 2023 (mostrado entre parênteses).
| Pote 1 | Pote 2 | Pote 3 | Pote 4 |
| --- | --- | --- | --- |
| 1. Japão (20) 2. Irã (22) 3. Austrália (27) 4. Coreia do Sul (28) 5. Arábia Saudita (54) 6. Catar (59) 7. Iraque (70) 8. Emirados Árabes Unidos (72) 9. Omã (73) | 1. Uzbequistão (74) 2. China (80) 3. Jordânia (82) 4. Bahrein (86) 5. Síria (94) 6. Vietnã (95) 7. Palestina (96) 8. Quirguistão (97) 9. Índia (99) | 1. Líbano (100) 2. Tadjiquistão (110) 3. Tailândia (113) 4. Coreia do Norte (115) 5. Filipinas (135) 6. Malásia (136) 7. Kuwait (137) 8. Turcomenistão (138) | 1. Hong Kong (149)† 2. Indonésia (150)† 3. Taipé Chinês (153)† 4. Iêmen (156)† 5. Afeganistão (157)† 6. Singapura (158)† 7. Myanmar (160)† 8. Nepal (175)† 9. Bangladesh (189)† 10. Paquistão (201)† |

† Identidade da seleção não era conhecida no momento do sorteio (vencedores da primeira fase).

## Calendário
O calendário para esta fase é o seguinte, seguindo o Calendário Oficial de Partidas Internacionais da FIFA.
| Rodada          | Data(s)                |
| --------------- | ---------------------- |
| Primeira rodada | 16 de novembro de 2023 |
| Segunda rodada  | 21 de novembro de 2023 |
| Terceira rodada | 21 de março de 2024    |
| Quarta rodada   | 26 de março de 2024    |
| Quinta rodada   | 6 de junho de 2024     |
| Sexta rodada    | 11 de junho de 2024    |

## Grupos

### Grupo A
| Pos | Equipe      | Pts | J | V | E | D | GP | GC | SG  | Classificado                                    |  |     |     |     |     |
| --- | ----------- | --- | - | - | - | - | -- | -- | --- | ----------------------------------------------- |  | --- | --- | --- | --- |
| 1   | Catar       | 16  | 6 | 5 | 1 | 0 | 18 | 3  | +15 | Terceira fase e Copa da Ásia de 2027            |  | —   | 3–0 | 2–1 | 8–1 |
| 2   | Kuwait      | 7   | 6 | 2 | 1 | 3 | 6  | 6  | 0   | Terceira fase e Copa da Ásia de 2027            |  | 1–2 | —   | 0–1 | 1–0 |
| 3   | Índia       | 5   | 6 | 1 | 2 | 3 | 3  | 7  | −4  | Terceira fase das eliminatórias da Copa da Ásia |  | 0–3 | 0–0 | —   | 1–2 |
| 4   | Afeganistão | 5   | 6 | 1 | 2 | 3 | 3  | 14 | −11 | Terceira fase das eliminatórias da Copa da Ásia |  | 0–0 | 0–4 | 0–0 | —   |

| 16 de novembro de 2023 | Catar | 8 – 1                            | Afeganistão | Estádio Internacional Khalifa, Doha           |
| 18:45 (UTC+3)          | Al-Haydos 11' · Ali 15', 26', 33' (pen), 45+3' (pen) · Meshaal 18' · Alaaeldin 53' (pen) · Al-Abdullah 90+4' | Relatório (FIFA) Relatório (AFC) | Sharifi 13' | Público: 19 374 Árbitro: TJK Nasrullo Kabirov |

| 16 de novembro de 2023 | Kuwait | 0 – 1                            | Índia      | Estádio Internacional Jaber Al-Ahmad, Kuwait |
| 19:30 (UTC+3)          |        | Relatório (FIFA) Relatório (AFC) | Manvir 76' | Público: 32 786 Árbitro: AUS Shaun Evans     |

| 21 de novembro de 2023 | Índia | 0 – 3                            | Catar                                | Estádio Kalinga, Bubanesvar                   |
| 19:00 (UTC+5:30)       |       | Relatório (FIFA) Relatório (AFC) | Meshaal 4' · Ali 47' · Abdurisag 86' | Público: 11 389 Árbitro: THA Sivakorn Pu-udom |

| 21 de novembro de 2023 | Afeganistão | 0 – 4                            | Kuwait                                           | Estádio Príncipe Mohamed bin Fahd, Damã (Arábia Saudita) |
| 20:00 (UTC+3)          |             | Relatório (FIFA) Relatório (AFC) | Al-Khaldi 18' (pen), 80' · Daham 69' · Saleh 82' | Público: 330 Árbitro: JOR Ahmed Al-Ali                   |

| 21 de março de 2024 | Catar                       | 3 – 0                            | Kuwait | Estádio Jassim Bin Hamad, Al Rayyan     |
| 21:30 (UTC+3)       | Afif 47', 68' · Al-Rawi 51' | Relatório (FIFA) Relatório (AFC) |        | Público: 9 826 Árbitro: JPN Jumpei Iida |

| 21 de março de 2024 | Afeganistão | 0 – 0                            | Índia | Estádio Príncipe Sultão bin Abdul Aziz, Abha (Arábia Saudita) |
| 22:00 (UTC+3)       |             | Relatório (FIFA) Relatório (AFC) |       | Público: 3 900 Árbitro: KOR Kim Hee-gon                       |

| 26 de março de 2024 | Índia             | 1 – 2                            | Afeganistão                      | Estádio Atlético Indira Gandhi, Guwahati      |
| 19:00 (UTC+5:30)    | Chhetri 38' (pen) | Relatório (FIFA) Relatório (AFC) | Akbari 70' · Mukhammad 88' (pen) | Público: 8 932 Árbitro: KSA Mohammed Al-Hoish |

| 26 de março de 2024 | Kuwait    | 1 – 2                            | Catar        | Estádio Ali Sabah Al-Salem, Al Farwaniyah     |
| 22:00 (UTC+3)       | Daham 79' | Relatório (FIFA) Relatório (AFC) | Ali 77', 80' | Público: 8 460 Árbitro: TJK Sadullo Gulmurodi |

| 6 de junho de 2024 | Índia | 0 – 0                            | Kuwait | Estádio Salt Lake, Calcutá           |
| 19:00 (UTC+5:30)   |       | Relatório (FIFA) Relatório (AFC) |        | Público: 58 921 Árbitro: CHN Fu Ming |

| 6 de junho de 2024 | Afeganistão | 0 – 0                            | Catar | Estádio Príncipe Abdullah bin Jalawi, Hofufe (Arábia Saudita) |
| 19:00 (UTC+3)      |             | Relatório (FIFA) Relatório (AFC) |       | Público: 651 Árbitro: THA Sivakorn Pu-udom                    |

| 11 de junho de 2024 | Catar                   | 2 – 1                            | Índia        | Estádio Ahmed bin Ali, Al Rayyan         |
| 18:45 (UTC+3)       | Aymen 73' · Al-Rawi 85' | Relatório (FIFA) Relatório (AFC) | Chhangte 37' | Público: 2 816 Árbitro: KOR Kim Woo-sung |

| 11 de junho de 2024 | Kuwait         | 1 – 0                            | Afeganistão | Estádio Sabah Al Salem, Kuwait               |
| 20:45 (UTC+3)       | Al Rashidi 81' | Relatório (FIFA) Relatório (AFC) |             | Público: 11 680 Árbitro: JPN Hiroyuki Kimura |

### Grupo B
| Pos | Equipe          | Pts | J | V | E | D | GP | GC | SG  | Classificado                                    |  |     |     |     |     |
| --- | --------------- | --- | - | - | - | - | -- | -- | --- | ----------------------------------------------- |  | --- | --- | --- | --- |
| 1   | Japão           | 18  | 6 | 6 | 0 | 0 | 24 | 0  | +24 | Terceira fase e Copa da Ásia de 2027            |  | —   | 1–0 | 5–0 | 5–0 |
| 2   | Coreia do Norte | 9   | 6 | 3 | 0 | 3 | 7  | 4  | +3  | Terceira fase e Copa da Ásia de 2027            |  | 0–3 | —   | 1–0 | 4–1 |
| 3   | Síria           | 7   | 6 | 2 | 1 | 3 | 9  | 12 | −3  | Terceira fase das eliminatórias da Copa da Ásia |  | 0–5 | 1–0 | —   | 7–0 |
| 4   | Myanmar         | 1   | 6 | 0 | 1 | 5 | 3  | 28 | −25 | Terceira fase das eliminatórias da Copa da Ásia |  | 0–5 | 1–6 | 1–1 | —   |

1. ↑  O Japão obteve uma vitória por 3–0, depois que a Coreia do Norte se recusou a sediar a partida, alegando preocupações com a propagação de uma doença no Japão.

| 16 de novembro de 2023 | Japão                                        | 5 – 0                            | Myanmar | Panasonic Stadium Suita, Suita             |
| 19:00 (UTC+9)          | Ueda 11', 45+4', 50' · Kamada 28' · Doan 86' | Relatório (FIFA) Relatório (AFC) |         | Público: 34 484 Árbitro: SGP Muhammad Taqi |

| 16 de novembro de 2023 | Síria              | 1 – 0                            | Coreia do Norte | Estádio Príncipe Abdullah al-Faisal, Gidá (Arábia Saudita) |
| 20:00 (UTC+4)          | Al Somah 37' (pen) | Relatório (FIFA) Relatório (AFC) |                 | Público: 4 285 Árbitro: IRN Alireza Faghani                |

| 21 de novembro de 2023 | Myanmar           | 1 – 6                            | Coreia do Norte                                                                       | Estádio Thuwunna, Rangum                    |
| 16:00 (UTC+6:30)       | Win Naing Tun 77' | Relatório (FIFA) Relatório (AFC) | Jong Il-gwan 30', 54', 56' · Choe Ju-song 34' · Han Kwang-song 38' · Ri Hyong-jin 70' | Público: 9 500 Árbitro: UZB Ilgiz Tantashev |

| 21 de novembro de 2023 | Síria | 0 – 5                            | Japão                                                | Estádio Príncipe Abdullah al-Faisal, Gidá (Arábia Saudita) |
| 20:00 (UTC+3)          |       | Relatório (FIFA) Relatório (AFC) | Kubo 32' · Ueda 37', 40' · Sugawara 47' · Hosoya 82' | Público: 6 130 Árbitro: CHN Ma Ning                        |

| 21 de março de 2024 | Japão     | 1 – 0                            | Coreia do Norte | Estádio Nacional, Tóquio                   |
| 19:23 (UTC+9)       | Tanaka 2' | Relatório (FIFA) Relatório (AFC) |                 | Público: 59 354 Árbitro: UAE Adel Al-Naqbi |

| 21 de março de 2024 | Myanmar          | 1 – 1                            | Síria       | Estádio Thuwunna, Rangum                 |
| 18:00 (UTC+6:30)    | Soe Moe Kyaw 35' | Relatório (FIFA) Relatório (AFC) | Al Dali 71' | Público: 7 580 Árbitro: IRN Hasan Akrami |

| 26 de março de 2024 | Síria                                                                 | 7 – 0                            | Myanmar | Estádio Príncipe Mohamed bin Fahd, Damã (Arábia Saudita) |
| 22:00 (UTC+3)       | Kharbin 30', 54' (pen), 63' · Hesar 47' · Ajan 51', 68' · Al Dali 80' | Relatório (FIFA) Relatório (AFC) |         | Público: 3 252 Árbitro: IND Pranjal Banerjee             |

| 26 de março de 2024 | Coreia do Norte | 0 – 3                            | Japão |  |
|                     |                 | Relatório (FIFA) Relatório (AFC) |       |  |

| 6 de junho de 2024 | Myanmar | 0 – 5                            | Japão                                           | Estádio Thuwunna, Rangum                       |
| 18:40 (UTC+6:30)   |         | Relatório (FIFA) Relatório (AFC) | Nakamura 17', 90+3' · Doan 34' · Ogawa 75', 83' | Público: 21 200 Árbitro: KSA Majed Al-Shamrani |

| 6 de junho de 2024 | Coreia do Norte    | 1 – 0                            | Síria | Novo Estádio Nacional de Laos, Vientiane (Laos) |
| 20:00 (UTC+7)      | Jong Il-gwan 90+2' | Relatório (FIFA) Relatório (AFC) |       | Público: 100 Árbitro: QAT Salman Falahi         |

| 11 de junho de 2024 | Japão                                                                   | 5 – 0                            | Síria | Edion Peace Wing Hiroshima, Hiroshima     |
| 19:14 (UTC+9)       | Ueda 13' · Doan 19' · Krouma 21' (g.c.) · Soma 73' (pen) · Minamino 85' | Relatório (FIFA) Relatório (AFC) |       | Público: 26 650 Árbitro: KUW Ahmad Al-Ali |

| 11 de junho de 2024 | Coreia do Norte                                | 4 – 1                            | Myanmar          | Novo Estádio Nacional de Laos, Vientiane (Laos) |
| 20:00 (UTC+7)       | Ri Il-song 12' · Ri Jo-guk 17', 43', 88' (pen) | Relatório (FIFA) Relatório (AFC) | Wai Lin Aung 57' | Público: 141 Árbitro: CHN Shen Yinhao           |

### Grupo C
| Pos | Equipe        | Pts | J | V | E | D | GP | GC | SG  | Classificado                                    |  |     |     |     |     |
| --- | ------------- | --- | - | - | - | - | -- | -- | --- | ----------------------------------------------- |  | --- | --- | --- | --- |
| 1   | Coreia do Sul | 16  | 6 | 5 | 1 | 0 | 20 | 1  | +19 | Terceira fase e Copa da Ásia de 2027            |  | —   | 1–0 | 1–1 | 5–0 |
| 2   | China         | 8   | 6 | 2 | 2 | 2 | 9  | 9  | 0   | Terceira fase e Copa da Ásia de 2027            |  | 0–3 | —   | 1–1 | 4–1 |
| 3   | Tailândia     | 8   | 6 | 2 | 2 | 2 | 9  | 9  | 0   | Terceira fase das eliminatórias da Copa da Ásia |  | 0–3 | 1–2 | —   | 3–1 |
| 4   | Singapura     | 1   | 6 | 0 | 1 | 5 | 5  | 24 | −19 | Terceira fase das eliminatórias da Copa da Ásia |  | 0–7 | 2–2 | 1–3 | —   |

1. 1 2  Pontos no confronto direto: China 4, Tailândia 1.

| 16 de novembro de 2023 | Coreia do Sul                                                                                       | 5 – 0                            | Singapura | Estádio da Copa do Mundo de Seul, Seul     |
| 20:00 (UTC+9)          | Cho Gue-sung 44' · Hwang Hee-chan 49' · Son Heung-min 63' · Hwang Ui-jo 68' (pen) · Lee Kang-in 85' | Relatório (FIFA) Relatório (AFC) |           | Público: 64 381 Árbitro: IRN Bijan Heydari |

| 16 de novembro de 2023 | Tailândia  | 1 – 2                            | China                           | Estádio Nacional Rajamangala, Banguecoque  |
| 19:30 (UTC+7)          | Sarach 23' | Relatório (FIFA) Relatório (AFC) | Wu Lei 29' · Wang Shangyuan 74' | Público: 35 009 Árbitro: QAT Salman Falahi |

| 21 de novembro de 2023 | Singapura  | 1 – 3                            | Tailândia                       | Estádio Nacional, Singapura               |
| 20:00 (UTC+8)          | Shawal 41' | Relatório (FIFA) Relatório (AFC) | Supachok 5' · Suphanat 66', 87' | Público: 29 644 Árbitro: KUW Ahmad Al-Ali |

| 21 de novembro de 2023 | China | 0 – 3                            | Coreia do Sul                                | Shenzhen Universiade Sports Centre, Shenzhen       |
| 20:00 (UTC+8)          |       | Relatório (FIFA) Relatório (AFC) | Son Heung-min 11', 45' · Jung Seung-hyun 87' | Público: 39 969 Árbitro: QAT Abdulrahman Al-Jassim |

| 21 de março de 2024 | Coreia do Sul     | 1 – 1                            | Tailândia    | Estádio da Copa do Mundo de Seul, Seul        |
| 20:00 (UTC+9)       | Son Heung-min 42' | Relatório (FIFA) Relatório (AFC) | Suphanat 61' | Público: 64 912 Árbitro: KSA Khalid Al-Turais |

| 21 de março de 2024 | Singapura              | 2 – 2                            | China             | Estádio Nacional, Singapura              |
| 20:30 (UTC+8)       | Faris 53' · Mahler 81' | Relatório (FIFA) Relatório (AFC) | Wu Lei 10', 45+2' | Público: 28 414 Árbitro: AUS Shaun Evans |

| 26 de março de 2024 | China                                                    | 4 – 1                            | Singapura | Estádio Centro Olímpico de Tianjin, Tianjin |
| 20:00 (UTC+8)       | Wu Lei 21', 85' · Fernandinho 65' (pen) · Wei Shihao 90' | Relatório (FIFA) Relatório (AFC) | Faris 22' | Público: 42 977 Árbitro: UAE Omar Al-Ali    |

| 26 de março de 2024 | Tailândia | 0 – 3                            | Coreia do Sul                                            | Estádio Nacional Rajamangala, Banguecoque    |
| 19:30 (UTC+7)       |           | Relatório (FIFA) Relatório (AFC) | Lee Jae-sung 19' · Son Heung-min 54' · Park Jin-seop 82' | Público: 45 458 Árbitro: JOR Adham Makhadmeh |

| 6 de junho de 2024 | Singapura | 0 – 7                            | Coreia do Sul                                                                                        | Estádio Nacional, Singapura                    |
| 20:00 (UTC+8)      |           | Relatório (FIFA) Relatório (AFC) | Lee Kang-in 9', 54' · Joo Min-kyu 20' · Son Heung-min 53', 56' · Bae Jun-ho 79' · Hwang Hee-chan 81' | Público: 49 097 Árbitro: TJK Sadullo Gulmurodi |

| 6 de junho de 2024 | China        | 1 – 1                            | Tailândia    | Estádio Olímpico, Shenyang                   |
| 20:00 (UTC+8)      | Abduweli 79' | Relatório (FIFA) Relatório (AFC) | Supachok 20' | Público: 46 979 Árbitro: UZB Ilgiz Tantashev |

| 11 de junho de 2024 | Coreia do Sul   | 1 – 0                            | China | Estádio da Copa do Mundo de Seul, Seul         |
| 20:00 (UTC+9)       | Lee Kang-in 61' | Relatório (FIFA) Relatório (AFC) |       | Público: 64 935 Árbitro: KSA Mohammed Al-Hoish |

| 11 de junho de 2024 | Tailândia                                  | 3 – 1                            | Singapura  | Estádio Nacional Rajamangala, Banguecoque         |
| 19:30 (UTC+7)       | Suphanat 37' · Poramet 79' · Jaroensak 86' | Relatório (FIFA) Relatório (AFC) | Ikhsan 57' | Público: 39 404 Árbitro: IRQ Mohanad Qasim Sarray |

### Grupo D
| Pos | Equipe       | Pts | J | V | E | D | GP | GC | SG  | Classificado                                    |  |     |     |     |     |
| --- | ------------ | --- | - | - | - | - | -- | -- | --- | ----------------------------------------------- |  | --- | --- | --- | --- |
| 1   | Omã          | 13  | 6 | 4 | 1 | 1 | 11 | 2  | +9  | Terceira fase e Copa da Ásia de 2027            |  | —   | 1–1 | 2–0 | 3–0 |
| 2   | Quirguistão  | 11  | 6 | 3 | 2 | 1 | 13 | 7  | +6  | Terceira fase e Copa da Ásia de 2027            |  | 1–0 | —   | 1–1 | 5–1 |
| 3   | Malásia      | 10  | 6 | 3 | 1 | 2 | 9  | 9  | 0   | Terceira fase das eliminatórias da Copa da Ásia |  | 0–2 | 4–3 | —   | 3–1 |
| 4   | Taipé Chinês | 0   | 6 | 0 | 0 | 6 | 2  | 17 | −15 | Terceira fase das eliminatórias da Copa da Ásia |  | 0–3 | 0–2 | 0–1 | —   |

| 16 de novembro de 2023 | Malásia                                            | 4 – 3                            | Quirguistão                                     | Estádio Nacional Bukit Jalil, Kuala Lumpur  |
| 21:00 (UTC+8)          | Cools 7', 77' · Brauzman 72' (g.c.) · Faisal 90+3' | Relatório (FIFA) Relatório (AFC) | Zhyrgalbek uulu 42' · Batyrkanov 44' · Merk 57' | Público: 17 142 Árbitro: BHR Ammar Mahfoodh |

| 16 de novembro de 2023 | Omã                                       | 3 – 0                            | Taipé Chinês | Complexo Esportivo Sultão Qaboos, Mascate     |
| 19:00 (UTC+4)          | Al-Malki 17' · Al-Kaabi 41' · Saleh 90+3' | Relatório (FIFA) Relatório (AFC) |              | Público: 4 155 Árbitro: TJK Sadullo Gulmurodi |

| 21 de novembro de 2023 | Taipé Chinês | 0 – 1                            | Malásia | Estádio Municipal, Taipé                      |
| 19:00 (UTC+8)          |              | Relatório (FIFA) Relatório (AFC) | Lok 72' | Público: 9 521 Árbitro: KSA Majed Al-Shamrani |

| 21 de novembro de 2023 | Quirguistão       | 1 – 0                            | Omã | Estádio Dolen Omurzakov, Bisqueque             |
| 20:00 (UTC+6)          | Abdurakhmanov 49' | Relatório (FIFA) Relatório (AFC) |     | Público: 19 000 Árbitro: IRN Mooud Bonyadifard |

| 21 de março de 2024 | Taipé Chinês | 0 – 2                            | Quirguistão                 | Estádio Nacional Kaohsiung Nanzih, Kaohsiung |
| 19:00 (UTC+8)       |              | Relatório (FIFA) Relatório (AFC) | Kichin 54' (pen) · Merk 80' | Público: 1 028 Árbitro: UAE Yahya Al-Mulla   |

| 21 de março de 2024 | Omã                            | 2 – 0                            | Malásia | Complexo Esportivo Sultão Qaboos, Mascate |
| 22:00 (UTC+4)       | Al-Sabhi 58' · Al-Ghassani 88' | Relatório (FIFA) Relatório (AFC) |         | Público: 21 836 Árbitro: CHN Fu Ming      |

| 26 de março de 2024 | Quirguistão                                        | 5 – 1                            | Taipé Chinês         | Estádio Dolen Omurzakov, Bisqueque          |
| 20:00 (UTC+6)       | Kojo 17', 38', 45' · Brauzman 79' · Ki. Merk 90+5' | Relatório (FIFA) Relatório (AFC) | Wu Yen-shu 87' (pen) | Público: 13 657 Árbitro: BHR Ammar Mahfoodh |

| 26 de março de 2024 | Malásia | 0 – 2                            | Omã                                    | Estádio Nacional Bukit Jalil, Kuala Lumpur |
| 22:00 (UTC+8)       |         | Relatório (FIFA) Relatório (AFC) | Al-Malki 45+4' (pen) · Al-Ghafri 90+4' | Público: 26 499 Árbitro: KOR Ko Hyung-jin  |

| 6 de junho de 2024 | Taipé Chinês | 0 – 3                            | Omã                        | Estádio Municipal, Taipé                |
| 19:00 (UTC+8)      |              | Relatório (FIFA) Relatório (AFC) | Al-Mushaifri 31', 55', 75' | Público: 5 700 Árbitro: IRQ Zaid Thamer |

| 6 de junho de 2024 | Quirguistão  | 1 – 1                            | Malásia                  | Estádio Dolen Omurzakov, Bisqueque           |
| 21:00 (UTC+6)      | Alykulov 24' | Relatório (FIFA) Relatório (AFC) | Abdurakhmanov 38' (g.c.) | Público: 14 135 Árbitro: JOR Adham Makhadmeh |

| 11 de junho de 2024 | Omã                  | 1 – 1                            | Quirguistão    | Complexo Esportivo Sultão Qaboos, Mascate    |
| 20:00 (UTC+4)       | Tokotayev 57' (g.c.) | Relatório (FIFA) Relatório (AFC) | Zarypbekov 19' | Público: 13 754 Árbitro: AUS Alireza Faghani |

| 11 de junho de 2024 | Malásia                                   | 3 – 1                            | Taipé Chinês     | Estádio Nacional Bukit Jalil, Kuala Lumpur   |
| 21:00 (UTC+8)       | Safawi 53' · Paulo Josué 69' · Adib 90+6' | Relatório (FIFA) Relatório (AFC) | Yu Yao-hsing 20' | Público: 14 731 Árbitro: KUW Abdullah Jamali |

### Grupo E
| Pos | Equipe        | Pts | J | V | E | D | GP | GC | SG  | Classificado                                    |  |     |     |     |     |
| --- | ------------- | --- | - | - | - | - | -- | -- | --- | ----------------------------------------------- |  | --- | --- | --- | --- |
| 1   | Irã           | 14  | 6 | 4 | 2 | 0 | 16 | 4  | +12 | Terceira fase e Copa da Ásia de 2027            |  | —   | 0–0 | 5–0 | 4–0 |
| 2   | Uzbequistão   | 14  | 6 | 4 | 2 | 0 | 13 | 4  | +9  | Terceira fase e Copa da Ásia de 2027            |  | 2–2 | —   | 3–1 | 3–0 |
| 3   | Turcomenistão | 2   | 6 | 0 | 2 | 4 | 4  | 14 | −10 | Terceira fase das eliminatórias da Copa da Ásia |  | 0–1 | 1–3 | —   | 0–0 |
| 4   | Hong Kong     | 2   | 6 | 0 | 2 | 4 | 4  | 15 | −11 | Terceira fase das eliminatórias da Copa da Ásia |  | 2–4 | 0–2 | 2–2 | —   |

| 16 de novembro de 2023 | Irã                                           | 4 – 0                            | Hong Kong | Estádio Azadi, Teerã                         |
| 18:00 (UTC+3:30)       | Azmoun 12', 15' · Taremi 87' · Rezaeian 90+2' | Relatório (FIFA) Relatório (AFC) |           | Público: 6 191 Árbitro: MAS Nazmi Nasaruddin |

| 16 de novembro de 2023 | Turcomenistão | 1 – 3                            | Uzbequistão                          | Estádio Asgabade, Asgabade                   |
| 19:00 (UTC+5)          | Dinýiew 44'   | Relatório (FIFA) Relatório (AFC) | Shukurov 57', 77' · Shomurodov 90+1' | Público: 19 500 Árbitro: JPN Hiroyuki Kimura |

| 21 de novembro de 2023 | Hong Kong                  | 2 – 2                            | Turcomenistão    | Estádio Hong Kong, Hong Kong              |
| 20:00 (UTC+8)          | Wong Wai 12' · Everton 65' | Relatório (FIFA) Relatório (AFC) | Mingazow 4', 36' | Público: 6 601 Árbitro: UAE Adel Al-Naqbi |

| 21 de novembro de 2023 | Uzbequistão              | 2 – 2                            | Irã                       | Estádio Milliy, Tasquente                                    |
| 18:00 (UTC+5)          | Urunov 52' · Sergeev 83' | Relatório (FIFA) Relatório (AFC) | Rezaeian 14' · Taremi 38' | Público: 32 551 Árbitro: UAE Mohammed Abdulla Hassan Mohamed |

| 21 de março de 2024 | Hong Kong | 0 – 2                            | Uzbequistão                     | Estádio Mong Kok, Hong Kong              |
| 20:00 (UTC+8)       |           | Relatório (FIFA) Relatório (AFC) | Shomurodov 49' · Ashurmatov 66' | Público: 6 263 Árbitro: KOR Kim Woo-sung |

| 21 de março de 2024 | Irã                                                                 | 5 – 0                            | Turcomenistão | Estádio Azadi, Teerã                      |
| 19:30 (UTC+3:30)    | Kanaanizadegan 10', 48' · Azmoun 13' · Mohebi 56' · Noorafkan 90+2' | Relatório (FIFA) Relatório (AFC) |               | Público: 23 109 Árbitro: JPN Yūsuke Araki |

| 26 de março de 2024 | Uzbequistão                               | 3 – 0                            | Hong Kong | Estádio Milliy, Tasquente                 |
| 19:30 (UTC+5)       | Shomurodov 20' · Erkinov 63' · Urunov 70' | Relatório (FIFA) Relatório (AFC) |           | Público: 29 584 Árbitro: JOR Ahmed Al-Ali |

| 26 de março de 2024 | Turcomenistão | 0 – 1                            | Irã           | Estádio Asgabade, Asgabade                    |
| 20:00 (UTC+5)       |               | Relatório (FIFA) Relatório (AFC) | Ghayedi 45+5' | Público: 10 230 Árbitro: THA Sivakorn Pu-udom |

| 6 de junho de 2024 | Hong Kong                  | 2 – 4                            | Irã                                           | Estádio Hong Kong, Hong Kong               |
| 20:00 (UTC+8)      | Ma Hei Wai 14' · Pinto 59' | Relatório (FIFA) Relatório (AFC) | Taremi 12' (pen), 34' (pen), 56' · Azmoun 65' | Público: 9 992 Árbitro: OMA Qasim Al-Hatmi |

| 6 de junho de 2024 | Uzbequistão                                | 3 – 1                            | Turcomenistão | Estádio Milliy, Tasquente                 |
| 19:30 (UTC+5)      | Aliqulov 17' · Urunov 29' · Nasrullaev 70' | Relatório (FIFA) Relatório (AFC) | Tirkişow 25'  | Público: 27 306 Árbitro: JPN Yūsuke Araki |

| 11 de junho de 2024 | Turcomenistão | 0 – 0                            | Hong Kong | Estádio Asgabade, Asgabade                     |
| 20:00 (UTC+5)       |               | Relatório (FIFA) Relatório (AFC) |           | Público: 10 324 Árbitro: LBN Hussein Abo Yehia |

| 11 de junho de 2024 | Irã | 0 – 0                            | Uzbequistão | Estádio Azadi, Teerã                        |
| 20:30 (UTC+3:30)    |     | Relatório (FIFA) Relatório (AFC) |             | Público: 15 403 Árbitro: KOR Kim Jong-hyeok |

### Grupo F
| Pos | Equipe    | Pts | J | V | E | D | GP | GC | SG  | Classificado                                    |  |     |     |     |     |
| --- | --------- | --- | - | - | - | - | -- | -- | --- | ----------------------------------------------- |  | --- | --- | --- | --- |
| 1   | Iraque    | 18  | 6 | 6 | 0 | 0 | 17 | 2  | +15 | Terceira fase e Copa da Ásia de 2027            |  | —   | 5–1 | 3–1 | 1–0 |
| 2   | Indonésia | 10  | 6 | 3 | 1 | 2 | 8  | 8  | 0   | Terceira fase e Copa da Ásia de 2027            |  | 0–2 | —   | 1–0 | 2–0 |
| 3   | Vietnã    | 6   | 6 | 2 | 0 | 4 | 6  | 10 | −4  | Terceira fase das eliminatórias da Copa da Ásia |  | 0–1 | 0–3 | —   | 3–2 |
| 4   | Filipinas | 1   | 6 | 0 | 1 | 5 | 3  | 14 | −11 | Terceira fase das eliminatórias da Copa da Ásia |  | 0–5 | 1–1 | 0–2 | —   |

| 16 de novembro de 2023 | Filipinas | 0 – 2                            | Vietnã                                      | Rizal Memorial Stadium, Manila                |
| 19:00 (UTC+8)          |           | Relatório (FIFA) Relatório (AFC) | Nguyễn Văn Toản 16' · Nguyễn Đình Bắc 90+5' | Público: 10 378 Árbitro: UZB Rustam Lutfullin |

| 16 de novembro de 2023 | Iraque                                                              | 5 – 1                            | Indonésia       | Estádio Internacional de Baçorá, Baçorá |
| 17:45 (UTC+3)          | Rasan 20' · Amat 35' (g.c.) · Rashid 60' · Amyn 81' · Al-Hamadi 88' | Relatório (FIFA) Relatório (AFC) | Pattynama 45+3' | Público: 64 447 Árbitro: UAE Ahmed Eisa |

| 21 de novembro de 2023 | Filipinas    | 1 – 1                            | Indonésia  | Rizal Memorial Stadium, Manila             |
| 18:00 (UTC+8)          | Reichelt 23' | Relatório (FIFA) Relatório (AFC) | Saddil 70' | Público: 9 880 Árbitro: KOR Kim Jong-hyeok |

| 21 de novembro de 2023 | Vietnã | 0 – 1                            | Iraque       | Estádio Nacional Mỹ Đình, Hanói               |
| 19:00 (UTC+7)          |        | Relatório (FIFA) Relatório (AFC) | M. Ali 90+7' | Público: 20 568 Árbitro: QAT Abdulla Al-Marri |

| 21 de março de 2024 | Indonésia | 1 – 0                            | Vietnã | Estádio Gelora Bung Karno, Jacarta         |
| 20:30 (UTC+7)       | Egy 52'   | Relatório (FIFA) Relatório (AFC) |        | Público: 57 696 Árbitro: QAT Salman Falahi |

| 21 de março de 2024 | Iraque  | 1 – 0                            | Filipinas | Estádio Internacional de Baçorá, Baçorá      |
| 22:00 (UTC+3)       | Ali 84' | Relatório (FIFA) Relatório (AFC) |           | Público: 63 750 Árbitro: KUW Abdullah Jamali |

| 26 de março de 2024 | Filipinas | 0 – 5                            | Iraque                                                           | Rizal Memorial Stadium, Manila                |
| 19:00 (UTC+8)       |           | Relatório (FIFA) Relatório (AFC) | Hussein 14' (pen), 36' · Al-Ammari 30' · Iqbal 62' · Tahseen 77' | Público: 10 014 Árbitro: MAS Nazmi Nasaruddin |

| 26 de março de 2024 | Vietnã | 0 – 3                            | Indonésia                                  | Estádio Nacional Mỹ Đình, Hanói              |
| 19:00 (UTC+7)       |        | Relatório (FIFA) Relatório (AFC) | Idzes 9' · Oratmangoen 23' · Sananta 90+8' | Público: 27 832 Árbitro: IRN Alireza Faghani |

| 6 de junho de 2024 | Indonésia | 0 – 2                            | Iraque                        | Estádio Gelora Bung Karno, Jacarta       |
| 16:00 (UTC+7)      |           | Relatório (FIFA) Relatório (AFC) | Hussein 54' (pen) · Jasim 88' | Público: 60 245 Árbitro: AUS Shaun Evans |

| 6 de junho de 2024 | Vietnã                                          | 3 – 2                            | Filipinas                  | Estádio Nacional Mỹ Đình, Hanói           |
| 19:00 (UTC+7)      | Nguyễn Tiến Linh 65', 76' · Phạm Tuấn Hải 90+5' | Relatório (FIFA) Relatório (AFC) | Reichelt 62' · Ingreso 89' | Público: 11 568 Árbitro: SYR Hanna Hattab |

| 11 de junho de 2024 | Indonésia            | 2 – 0                            | Filipinas | Estádio Gelora Bung Karno, Jacarta            |
| 19:30 (UTC+7)       | Haye 32' · Ridho 56' | Relatório (FIFA) Relatório (AFC) |           | Público: 64 942 Árbitro: UZB Rustam Lutfullin |

| 11 de junho de 2024 | Iraque                                 | 3 – 1                            | Vietnã            | Estádio Internacional de Baçorá, Baçorá  |
| 21:00 (UTC+3)       | H. Ali 12' · Jasim 71' · Hussein 90+2' | Relatório (FIFA) Relatório (AFC) | Phạm Tuấn Hải 84' | Público: 42 791 Árbitro: UAE Omar Al-Ali |

### Grupo G
| Pos | Equipe         | Pts | J | V | E | D | GP | GC | SG  | Classificado                                    |  |     |     |     |     |
| --- | -------------- | --- | - | - | - | - | -- | -- | --- | ----------------------------------------------- |  | --- | --- | --- | --- |
| 1   | Jordânia       | 13  | 6 | 4 | 1 | 1 | 16 | 4  | +12 | Terceira fase e Copa da Ásia de 2027            |  | —   | 0–2 | 3–0 | 7–0 |
| 2   | Arábia Saudita | 13  | 6 | 4 | 1 | 1 | 12 | 3  | +9  | Terceira fase e Copa da Ásia de 2027            |  | 1–2 | —   | 1–0 | 4–0 |
| 3   | Tadjiquistão   | 8   | 6 | 2 | 2 | 2 | 11 | 7  | +4  | Terceira fase das eliminatórias da Copa da Ásia |  | 1–1 | 1–1 | —   | 3–0 |
| 4   | Paquistão      | 0   | 6 | 0 | 0 | 6 | 1  | 26 | −25 | Terceira fase das eliminatórias da Copa da Ásia |  | 0–3 | 0–3 | 1–6 | —   |

1. ↑  A Arábia Saudita já se classificou para a Copa da Ásia como país-sede.

| 16 de novembro de 2023 | Tadjiquistão | 1 – 1                            | Jordânia        | Estádio Pamir, Duxambé                 |
| 18:00 (UTC+5)          | Samiev 89'   | Relatório (FIFA) Relatório (AFC) | Al-Naimat 90+3' | Público: 13 650 Árbitro: IRQ Ali Sabah |

| 16 de novembro de 2023 | Arábia Saudita                                        | 4 – 0                            | Paquistão | Estádio Príncipe Abdullah bin Jalawi, Hofufe |
| 19:30 (UTC+3)          | Al-Shehri 6', 48' (pen) · Ghareeb 90+1' · Radif 90+6' | Relatório (FIFA) Relatório (AFC) |           | Público: 11 150 Árbitro: SYR Hanna Hattab    |

| 21 de novembro de 2023 | Paquistão | 1 – 6                            | Tadjiquistão                                                                 | Estádio Jinnah, Islamabade                |
| 14:00 (UTC+5)          | Nabi 21'  | Relatório (FIFA) Relatório (AFC) | Kamolov 9', 66' · Soirov 13' · Umarbayev 26' · Panjshanbe 45' · Samiev 90+1' | Público: 18 316 Árbitro: JPN Yūsuke Araki |

| 21 de novembro de 2023 | Jordânia | 0 – 2                            | Arábia Saudita    | Estádio Internacional de Amã, Amã         |
| 19:00 (UTC+3)          |          | Relatório (FIFA) Relatório (AFC) | Al-Shehri 8', 30' | Público: 13 845 Árbitro: OMA Ahmed Al-Kaf |

| 21 de março de 2024 | Paquistão | 0 – 3                            | Jordânia                      | Estádio Jinnah, Islamabade                   |
| 14:00 (UTC+5)       |           | Relatório (FIFA) Relatório (AFC) | Al-Taamari 2', 86' · Olwan 9' | Público: 9 625 Árbitro: UZB Rustam Lutfullin |

| 21 de março de 2024 | Arábia Saudita | 1 – 0                            | Tadjiquistão | Estádio Universitário Rei Saud, Riade      |
| 22:00 (UTC+3)       | Al-Dawsari 23' | Relatório (FIFA) Relatório (AFC) |              | Público: 18 756 Árbitro: SGP Muhammad Taqi |

| 26 de março de 2024 | Jordânia                                                                                  | 7 – 0                            | Paquistão | Estádio Internacional de Amã, Amã         |
| 21:00 (UTC+3)       | Al-Taamari 15', 62', 79' · Al-Naimat 28' (pen) · Al-Rosan 52' · Olwan 75' · Abu Zrayq 83' | Relatório (FIFA) Relatório (AFC) |           | Público: 14 695 Árbitro: SRI Nivon Robesh |

| 26 de março de 2024 | Tadjiquistão | 1 – 1                            | Arábia Saudita  | Estádio Pamir, Duxambé                      |
| 20:00 (UTC+5)       | Soirov 80'   | Relatório (FIFA) Relatório (AFC) | Al-Buraikan 46' | Público: 13 300 Árbitro: KOR Kim Jong-hyeok |

| 6 de junho de 2024 | Paquistão | 0 – 3                            | Arábia Saudita                       | Estádio Jinnah, Islamabade                  |
| 20:30 (UTC+5)      |           | Relatório (FIFA) Relatório (AFC) | Al-Buraikan 26', 41' · Al-Juwayr 59' | Público: 20 124 Árbitro: BHR Ammar Mahfoodh |

| 6 de junho de 2024 | Jordânia                                | 3 – 0                            | Tadjiquistão | Estádio Internacional de Amã, Amã         |
| 20:30 (UTC+3)      | Olwan 51' · Al-Naimat 68' · Sadeh 90+4' | Relatório (FIFA) Relatório (AFC) |              | Público: 14 795 Árbitro: OMA Ahmed Al-Kaf |

| 11 de junho de 2024 | Tadjiquistão                               | 3 – 0                            | Paquistão | Estádio Pamir, Duxambé                        |
| 20:00 (UTC+5)       | Mabatshoev 35' · Safarov 65' · Hanonov 70' | Relatório (FIFA) Relatório (AFC) |           | Público: 7 800 Árbitro: IRN Mooud Bonyadifard |

| 11 de junho de 2024 | Arábia Saudita | 1 – 2                            | Jordânia                      | Estádio Universitário Rei Saud, Riade      |
| 21:00 (UTC+3)       | Lajami 16'     | Relatório (FIFA) Relatório (AFC) | Olwan 27' · Al-Rawabdeh 45+2' | Público: 17 871 Árbitro: UAE Adel Al-Naqbi |

### Grupo H
| Pos | Equipe                 | Pts | J | V | E | D | GP | GC | SG  | Classificado                                    |  |     |     |     |     |
| --- | ---------------------- | --- | - | - | - | - | -- | -- | --- | ----------------------------------------------- |  | --- | --- | --- | --- |
| 1   | Emirados Árabes Unidos | 16  | 6 | 5 | 1 | 0 | 16 | 2  | +14 | Terceira fase e Copa da Ásia de 2027            |  | —   | 1–1 | 2–1 | 4–0 |
| 2   | Bahrein                | 11  | 6 | 3 | 2 | 1 | 11 | 3  | +8  | Terceira fase e Copa da Ásia de 2027            |  | 0–2 | —   | 0–0 | 3–0 |
| 3   | Iêmen                  | 5   | 6 | 1 | 2 | 3 | 5  | 9  | −4  | Terceira fase das eliminatórias da Copa da Ásia |  | 0–3 | 0–2 | —   | 2–2 |
| 4   | Nepal                  | 1   | 6 | 0 | 1 | 5 | 2  | 20 | −18 | Terceira fase das eliminatórias da Copa da Ásia |  | 0–4 | 0–5 | 0–2 | —   |

| 16 de novembro de 2023 | Emirados Árabes Unidos                                      | 4 – 0                            | Nepal | Estádio Al-Maktoum, Dubai                          |
| 19:45 (UTC+4)          | Al Hammadi 11' · Mabkhout 36' (pen), 44' · Fábio Lima 45+1' | Relatório (FIFA) Relatório (AFC) |       | Público: 3 640 Árbitro: SRI Hettikamkanamge Perera |

| 16 de novembro de 2023 | Iêmen | 0 – 2                            | Bahrein                             | Estádio Príncipe Sultão bin Abdul Aziz, Abha (Arábia Saudita) |
| 21:00 (UTC+3)          |       | Relatório (FIFA) Relatório (AFC) | Marhoon 38' · Al Zubaidi 48' (g.c.) | Público: 1 291 Árbitro: KOR Kim Hee-gon                       |

| 21 de novembro de 2023 | Nepal | 0 – 2                            | Iêmen                           | Estádio Dasharath, Catmandu              |
| 19:00 (UTC+5:45)       |       | Relatório (FIFA) Relatório (AFC) | O. Al-Dahi 72' · M. Al-Dahi 90' | Público: 13 735 Árbitro: CHN Shen Yinhao |

| 21 de novembro de 2023 | Bahrein | 0 – 2                            | Emirados Árabes Unidos           | Estádio Nacional, Rifa                         |
| 18:45 (UTC+3)          |         | Relatório (FIFA) Relatório (AFC) | Ramadan 72' · Mabkhout 90' (pen) | Público: 18 267 Árbitro: KSA Mohammed Al-Hoish |

| 21 de março de 2024 | Emirados Árabes Unidos | 2 – 1                            | Iêmen             | Estádio Al Nahyan, Abu Dhabi               |
| 22:00 (UTC+4)       | Saleh 24' · Adil 72'   | Relatório (FIFA) Relatório (AFC) | Idrees 69' (g.c.) | Público: 2 948 Árbitro: IRQ Mohanad Sarray |

| 21 de março de 2024 | Nepal | 0 – 5                            | Bahrein                                                                           | Estádio Nacional, Rifa (Bahrein)      |
| 22:00 (UTC+3)       |       | Relatório (FIFA) Relatório (AFC) | Al-Humaidan 2' · Baqer 9' · Madan 45+4' · Al-Khattal 87' · Abdullatif 90+6' (pen) | Público: 5 041 Árbitro: AUS Alex King |

| 26 de março de 2024 | Bahrein                                         | 3 – 0                            | Nepal | Estádio Nacional, Rifa                   |
| 22:00 (UTC+3)       | Baqer 7' · Yusuf Helal 18' (pen) · Al-Aswad 36' | Relatório (FIFA) Relatório (AFC) |       | Público: 2 475 Árbitro: JPN Ryo Tanimoto |

| 26 de março de 2024 | Iêmen | 0 – 3                            | Emirados Árabes Unidos         | Estádio Príncipe Saud bin Jalawi, Cobar (Arábia Saudita) |
| 22:00 (UTC+3)       |       | Relatório (FIFA) Relatório (AFC) | Fábio Lima 14', 22' · Adil 35' | Público: 1 135 Árbitro: UZB Ilgiz Tantashev              |

| 6 de junho de 2024 | Nepal | 0 – 4                            | Emirados Árabes Unidos                      | Estádio Príncipe Mohamed bin Fahd, Damã (Arábia Saudita) |
| 19:00 (UTC+3)      |       | Relatório (FIFA) Relatório (AFC) | Abdalla 12', 14' · Saleh 53' · Mohammad 75' | Público: 2 450 Árbitro: IRN Payam Heidari                |

| 6 de junho de 2024 | Bahrein | 0 – 0                            | Iêmen | Estádio Nacional, Rifa                       |
| 20:30 (UTC+3)      |         | Relatório (FIFA) Relatório (AFC) |       | Público: 2 632 Árbitro: MAS Nazmi Nasaruddin |

| 11 de junho de 2024 | Emirados Árabes Unidos | 1 – 1                            | Bahrein        | Estádio Zabeel, Dubai             |
| 21:00 (UTC+4)       | Adil 10'               | Relatório (FIFA) Relatório (AFC) | Abduljabbar 4' | Público: 953 Árbitro: CHN Ma Ning |

| 11 de junho de 2024 | Iêmen                                   | 2 – 2                            | Nepal                 | Estádio Príncipe Mohamed bin Fahd, Damã (Arábia Saudita) |
| 21:00 (UTC+3)       | Al-Gahwashi 9' (pen) · M. Al-Dahi 90+1' | Relatório (FIFA) Relatório (AFC) | Bista 22' · Karki 66' | Árbitro: JOR Ahmad Ibrahim                               |

### Grupo I
| Pos | Equipe     | Pts | J | V | E | D | GP | GC | SG  | Classificado                                    |  |     |     |     |     |
| --- | ---------- | --- | - | - | - | - | -- | -- | --- | ----------------------------------------------- |  | --- | --- | --- | --- |
| 1   | Austrália  | 18  | 6 | 6 | 0 | 0 | 22 | 0  | +22 | Terceira fase e Copa da Ásia de 2027            |  | —   | 5–0 | 2–0 | 7–0 |
| 2   | Palestina  | 8   | 6 | 2 | 2 | 2 | 6  | 6  | 0   | Terceira fase e Copa da Ásia de 2027            |  | 0–1 | —   | 0–0 | 5–0 |
| 3   | Líbano     | 6   | 6 | 1 | 3 | 2 | 5  | 8  | −3  | Terceira fase das eliminatórias da Copa da Ásia |  | 0–5 | 0–0 | —   | 4–0 |
| 4   | Bangladesh | 1   | 6 | 0 | 1 | 5 | 1  | 20 | −19 | Terceira fase das eliminatórias da Copa da Ásia |  | 0–2 | 0–1 | 1–1 | —   |

| 16 de novembro de 2023 | Austrália                                                          | 7 – 0                            | Bangladesh | Melbourne Rectangular Stadium, Melbourne       |
| 20:00 (UTC+11)         | Souttar 4' · Borrello 20' · Duke 37', 40' · Maclaren 48', 70', 84' | Relatório (FIFA) Relatório (AFC) |            | Público: 20 876 Árbitro: UZB Akhrol Risqullaev |

| 16 de novembro de 2023 | Líbano | 0 – 0                            | Palestina | Estádio Khalid bin Mohammed, Xarja (Emirados Árabes Unidos) |
| 18:00 (UTC+4)          |        | Relatório (FIFA) Relatório (AFC) |           | Público: 200 Árbitro: JOR Adham Makhadmeh                   |

| 21 de novembro de 2023 | Bangladesh   | 1 – 1                            | Líbano    | Bashundhara Kings Arena, Daca             |
| 17:45 (UTC+6)          | Morsalin 72' | Relatório (FIFA) Relatório (AFC) | Osman 68' | Público: 20 000 Árbitro: KOR Kim Dae-yong |

| 21 de novembro de 2023 | Palestina | 0 – 1                            | Austrália   | Estádio Internacional Jaber Al-Ahmad, Kuwait (Kuwait) |
| 17:00 (UTC+3)          |           | Relatório (FIFA) Relatório (AFC) | Souttar 18' | Público: 14 537 Árbitro: OMA Qasim Al-Hatmi           |

| 21 de março de 2024 | Austrália              | 2 – 0                            | Líbano | Western Sydney Stadium, Sydney               |
| 20:10 (UTC+11)      | Baccus 5' · Rowles 54' | Relatório (FIFA) Relatório (AFC) |        | Público: 27 026 Árbitro: QAT Khamis Al-Marri |

| 21 de março de 2024 | Palestina                                 | 5 – 0     | Bangladesh | Estádio Internacional Jaber Al-Ahmad, Cidade do Kuwait (Kuwait) |
| 21:30 (UTC+3)       | Dabbagh 43', 53', 77' · Qunbar 45+1', 49' | Relatório |            | Público: 37 432 Árbitro: CHN Shen Yinhao                        |

| 26 de março de 2024 | Líbano | 0 – 5                            | Austrália                                                    | Canberra Stadium, Camberra (Austrália)         |
| 19:45 (UTC+11)      |        | Relatório (FIFA) Relatório (AFC) | Yengi 2' · Jradi 47' (g.c.) · Goodwin 48', 81' · Iredale 68' | Público: 25 023 Árbitro: IRN Mooud Bonyadifard |

| 26 de março de 2024 | Bangladesh | 0 – 1                            | Palestina       | Bashundhara Kings Arena, Daca                |
| 15:30 (UTC+6)       |            | Relatório (FIFA) Relatório (AFC) | Termanini 90+4' | Público: 5 195 Árbitro: TJK Nasrullo Kabirov |

| 6 de junho de 2024 | Bangladesh | 0 – 2                            | Austrália               | Bashundhara Kings Arena, Daca          |
| 16:45 (UTC+6)      |            | Relatório (FIFA) Relatório (AFC) | Hrustic 29' · Yengi 62' | Público: 5 227 Árbitro: SGP Jansen Foo |

| 6 de junho de 2024 | Palestina | 0 – 0                            | Líbano | Estádio Jassim Bin Hamad, Doha (Catar)            |
| 19:00 (UTC+3)      |           | Relatório (FIFA) Relatório (AFC) |        | Público: 2 428 Árbitro: QAT Abdulrahman Al-Jassim |

| 11 de junho de 2024 | Austrália                                                           | 5 – 0                            | Palestina | Perth Oval, Perth                             |
| 20:10 (UTC+8)       | Yengi 5' (pen), 41' · Taggart 26' · Boyle 53' · Irankunda 87' (pen) | Relatório (FIFA) Relatório (AFC) |           | Público: 18 261 Árbitro: KSA Khalid Al-Turais |

| 11 de junho de 2024 | Líbano                                   | 4 – 0                            | Bangladesh | Estádio Internacional Khalifa, Al Rayyan (Catar) |
| 19:00 (UTC+3)       | Maatouk 5' (pen), 49', 60' · Matar 45+2' | Relatório (FIFA) Relatório (AFC) |            | Público: 13 721 Árbitro: MAS Razlan Joffri       |